# Wuliang Shan
Wuliang Shan (chiń. upr. 无量山; chiń. trad. 無量山; pinyin Wúliàng Shān) – pasmo górskie w południowych Chinach, w południowo-zachodniej części prowincji Junnan, stanowiące południowe przedłużenie gór Yun Ling. Rozciąga się z północnego zachodu w kierunki południowo-wschodnim, rozdzielając dolinę Mekongu od doliny Babian Jiang. Góry wznoszą się na ok. 1600 m n.p.n., a ich najwyższym szczytem jest Maotou Shan, sięgający 3306 m n.p.m. Zbocza porośnięte są bujnymi lasami, licznie występują także rośliny lecznicze oraz oleiste. Region Wuliang Shan stanowi jeden z ważniejszych obszarów upraw tropikalnych w kraju. Do rzadko spotykanych przedstawicieli lokalnej fauny zaliczają się gibony oraz pawie.